# Janaína Silva
Janaína Fernanda Silva (Paraná, ) é uma lutadora de sumô brasileira. Tem 150 kg.
Conquistou a medalha de prata nos Jogos Mundiais de 2013, em Cali, na Colômbia.

## Campeonatos
- Pentacampeã brasileira por equipes e individual
- Bicampeã sul-americana
- 4º lugar no mundial de sumô disputado na Polônia
- Medalha de prata dos Jogos Mundiais de 2013